# Louis Dideron
Louis Jules Dideron né le 16 avril 1901 à Marseille et mort le 7 mai 1980 à Paris est un sculpteur français.

## Biographie
Louis Dideron fréquente d'abord l'école des beaux-arts de Marseille. En 1923, il obtient le grand prix du Midi pour Les Vendanges. En 1924, il est admis  l’École nationale supérieure des beaux-arts de Paris où il est élève de Jules Coutan. En 1926, il obtient une médaille de bronze. En 1927, ayant obtenu une première bourse au concours de la villa Abd-el-Tif, il séjourne séjour deux ans en Algérie. En 1937, il obtint une deuxième médaille de bronze. 
En 1939, il contribue à la décoration du pavillon français de la Foire internationale de New York.
En 1948, il devint professeur à l’École nationale supérieure des arts décoratifs. En 1962, il succéda à Paul Landowski à l'Académie des beaux-arts (section de sculpture).
Par son mariage à Paris en octobre 1927 avec Geneviève Dorignac, fille du peintre Georges Dorignac, il deviendra le beau-frère de son confrère et concitoyen Marcel Damboise[réf. nécessaire].

## Œuvres dans l'espace public
- Monument aux morts de l’Alma à Alger (1929)
- La Normandie agricole, façade de la gare de Caen (1934, fondue en 1942 sous le régime de Vichy[3])
- Porte Alma, musée d'Art moderne de la ville de Paris (1936-1937)
- Fleurs et fruits de France, pavillon de la France, Foire internationale de New York (1939)
- Fontaine monumentale du château de Lourmarin (1940)
- La Renaissance, stade de Noisy-le-Sec (1945)
- Monument aux mécaniciens de l’aviation morts à la guerre, base de l’école de Rochefort (1948)
- Le Printemps, L'Été, façade d’immeubles à Amiens (1952)
- L’Automne, musée des Beaux-Arts de Menton (1952)
- L’Homme au milieu de la création, lycée Louis-Thuillier d’Amiens (1953)
- Monuments aux morts et martyrs de Martigues (1954)
- Jeux d’enfants, centre de rééducation physique, Paris (1958)
- La pensée, lycée Marcel Roby (aujourd'hui lycée Jeanne-d'Albret) à Saint-Germain-en-Laye (1958)
- Strasbourg, mutilé mais indompté, brise ses chaînes et libère le grand fleuve, pour le mémorial de la France combattante du Mont-Valérien à Suresnes (1960)
- Décoration de la porte du palais de la Présidence à Abidjan, Côte-d'Ivoire, (1961)
- Berger jouant de la flûte, collège de Bourg-en-Bresse (1961)
- Jeune fille lisant, école rue de Passy, Paris (1961)
- Baigneuse, bronze, 43 × 53 cm, Gray (Haute-Saône), musée Baron-Martin, dépôt du Fonds national d'art contemporain.

## Distinctions
- Chevalier de la Légion d'honneur
- Officier de l'ordre national du Mérite
- Commandeur de l'ordre des Arts et des Lettres